# Ревягина
Ревягина — деревня в Ишимском районе Тюменской области России. Входит в состав Новолоктинского сельского поселения.

## История
До 1917 года в составе Локтинской волости Ишимского уезда Тюменской губернии. По данным на 1926 год состояла из 75 хозяйств. В административном отношении входила в состав Ожогинского сельсовета Жиляковского района Ишимского округа Уральской области.

## Население
| 2010 |
| ---- |
| 2    |

По данным переписи 1926 года в деревне проживало 448 человек (215 мужчин и 233 женщины), в том числе: русские составляли 100 % населения.
Согласно результатам переписи 2002 года, в национальной структуре населения русские составляли 100 % из 4 чел.